# Leges regiae

Leges regiae (în română Legile regale) au fost legi timpurii romane, considerate încă din Epoca Clasică ca fiind introduse de către Regii Romei.
Spre deosebire de Legile celor XII table, Legile regale aveau un caracter mult mai religios. Compararea dintre cele două indică o anumită „secularizare” a dreptului roman din timpul Regatul Roman până în perioada republicană.